# Kaliema Antomarchiová
Kaliema Antomarchiová Merenciová (* 25. dubna 1988 Santiago de Cuba) je kubánská zápasnice–judistka.

## Sportovní kariéra
S judem začínala v rodném Santiago de Cuba. V kubánské ženské reprezentaci se pohybuje od roku 2009 v polotěžké váze do 78 kg. O pozici reprezentační jedničky soupeří s Yalennis Castillovou. V roce 2012 a 2016 se na olympijské hry nekvalifikovala.

## Výsledky
| Olympijské hry          |     |   | — |    |   |     | — |     |   |    | —  |    |    |  |  |  |  |  |  |  |  |
| Mistrovství světa       |     | — |   | 7. | — | úč. |   | 5.  | — | —  |    | 3. |    |  |  |  |  |  |  |  |  |
| Panamerické hry         |     | — |   |    |   | —   |   |     |   | —  |    |    |    |  |  |  |  |  |  |  |  |
| Panamerické mistrovství | —   | — | — | 1. | — | —   | — | DNS | — | 3. | 3. | 2. | 1. |  |  |  |  |  |  |  |  |
| MS juniorů              | úč. |   |   |    |   |     |   |     |   |    |    |    |    |  |  |  |  |  |  |  |  |